# 岡隆夫
岡 隆夫（おか たかお、1938年11月 - ）は、日本の詩人、英米文学者。本名は古川 隆夫（ふるかわ たかお）。

## 経歴
岡山県浅口郡船穂村（現・倉敷市船穂町）に生まれる。1962年岡山大学法文学部文学科卒業。岡山県立岡山東商業高等学校教諭を務めた。『火片』『詩脈』に所属。古川隆夫名義で英米詩の研究・翻訳も行う。1999年定年となり、以降、詩作活動を展開。2006年『ぶどう園崩落』で農民文学賞受賞。2017年『馬ぁ出せぃ』で日本詩人クラブ賞受賞。

## 編著書
- 『山の爪 詩集』 (火片叢書)「火片」発行所, 1965
- 『銀葉アカシア 詩集』 (火片叢書) 火片発行所, 1968
- 『アンチ・デモクラシー 詩集』詩脈発行所, 1970
- 『追う 詩集』詩脈発行所, 1975
- 『病める水仙 詩集』詩脈社, 1978
- Interpretation index to first lines of Emily Dickinson's poems,1943-1979.古川隆夫編. 桐原書店、1979
- 『エミリィ・ディキンスン解釈総索引 国内篇』古川隆夫編著. 桐原書店, 1979
- 『エミリィ・ディキンスンの技法』古川隆夫 著. 桐原書店, 1980
- 『バラの花をかぞえはじめて 詩集』手帖舎, 1983
- 『トマス・ハーディ詩篇書誌・国内篇』古川隆夫編. 桐原書店, 1984
- 『蒸気と化し雲と化して 岡隆夫詩集』 (火片詩人選書) 手帖舎, 1984
- 『アマシをくらう』 (双書現代詩一千行) 手帖舎, 1987
- 『岡隆夫詩集』 (現代詩人精選文庫) 表現社, 1990
- 『ディキンスンの詩法の研究 重層構造を読む』古川隆夫著. 研究社出版, 1992
- 『岡隆夫の資産 詩集』ブロス, 1993
- 『身づくろい 詩集』思潮社, 1997
- 『ひそやかにしゃがみ 岡隆夫詩集』冲積舎, 1999
- 『岡隆夫詩集』 (中四国詩人文庫）和光出版, 2006
- 『二億年のイネ 岡隆夫詩集』コールサック社, 2007
- 『岡隆夫詩集』 (新・日本現代詩文庫)土曜美術社出版販売, 2009
- 『川曲の漁り 詩集』砂子屋書房, 2010
- 『岡隆夫全詩集 1961-2010』和光出版, 2012
- 『馬ぁ出せぃ 詩集』砂子屋書房, 2016

### 共編著
- 『岡山の詩100年』秋山基夫, 岡隆夫, 坂本明子, 三沢浩二共編著. 和光出版, 2001

### 翻訳
- 『エミリィ・ディキンスン詩集』岡隆夫訳. 桐原書店, 1978
- 『トマス・ハーディ詩集』古川隆夫訳. 桐原書店, 1981
- 『トマス・ハーディ詩集 続』古川隆夫 訳. 桐原書店, 1985
- 『シャルダンに倣いて ピーター・ロビンソン詩選 1975-1995』古川隆夫 訳. 詩脈社, 1996